# Brique d’Ardèche
De Brique d’Ardèche is een Franse kaas uit de Ardèche.
De kaas wordt gemaakt van volle rauwe geitenmelk. De kaasmassa voor het verwijderen van het vocht niet geperst, heeft een natuurlijke korst. De rijpingstijd van de kaas is ongeveer drie weken.